# Чемпіонат світу зі сноубордингу 2023 — сноубордкрос (змішана команда)
Змагання зі сноубордингу в дисципліні сноубордкрос серед змішаних команд на чемпіонаті світу 2023 року відбулися 2 березня.

## Результати

### Чвертьфінали
| Місце | Номер | Спортсмени | Країна                         | Нотатки |
| ----- | ----- | ---------- | ------------------------------ | ------- |
| 1     | 1     | Франція 1  | Мерлін Сюрже Клое Треспеш      | Q       |
| 2     | 9     | США 2      | Сенна Лейт Фей Гуліні          | Q       |
| 3     | 16    | КНР 1      | Є Канджья Йонг Кінгламу        |         |
| 4     | 8     | Італія 1   | Омар Візінтін Раффаелла Брутто |         |

| Місце | Номер | Спортсмени        | Країна                         | Нотатки |
| ----- | ----- | ----------------- | ------------------------------ | ------- |
| 1     | 14    | Велика Британія 1 | Г'ю Найтінгайл Шарлотта Бенкс  | Q       |
| 2     | 3     | Франція 2         | Лоан Боццоло Манон Петі-Ленуар | Q       |
| 3     | 6     | Німеччина 1       | Мартін Норль Яна Фішер         |         |
| 4     | 11    | Чехія 1           | Радек Гузер Ева Адамчикова     |         |

| Місце | Номер | Спортсмени   | Країна                        | Нотатки |
| ----- | ----- | ------------ | ----------------------------- | ------- |
| 1     | 5     | Канада 1     | Еліот Ґронден Одрі Макманімен | Q       |
| 2     | 4     | Австрія 1    | Якоб Душек Піа Зерхолд        | Q       |
| 3     | 13    | Японія 1     | Йошікі Такахара Руна Сузукі   |         |
| 4     | 12    | Нідерланди 1 | Гленн де Блуа Нінке Полл      |         |

| Місце | Номер | Спортсмени       | Країна                             | Нотатки |
| ----- | ----- | ---------------- | ---------------------------------- | ------- |
| 1     | 10    | Швейцарія 1      | Калле Коблет Лара Касанова         | Q       |
| 2     | 7     | США 1            | Нік Баумґартнер Ліндсі Джекобелліс | Q       |
| 3     | 2     | Австралія 1      | Камерон Болтон Джозі Бафф          |         |
| 4     | 15    | Південна Корея 1 | Ву Джін Ву Су Бін                  |         |

### Півфінали
| Місце | Номер | Спортсмени | Країна                        | Нотатки |
| ----- | ----- | ---------- | ----------------------------- | ------- |
| 1     | 4     | Австрія 1  | Якоб Душек Піа Зерхолд        | Q       |
| 2     | 1     | Франція 1  | Мерлін Сюрже Клое Треспеш     | Q       |
| 3     | 9     | США 2      | Сенна Лейт Фей Гуліні         |         |
| 4     | 5     | Канада 1   | Еліот Ґронден Одрі Макманімен |         |

| Місце | Номер | Спортсмени        | Країна                             | Нотатки |
| ----- | ----- | ----------------- | ---------------------------------- | ------- |
| 1     | 14    | Велика Британія 1 | Г'ю Найтінгайл Шарлотта Бенкс      | Q       |
| 2     | 7     | США 1             | Нік Баумґартнер Ліндсі Джекобелліс | Q       |
| 3     | 10    | Швейцарія 1       | Калле Коблет Лара Касанова         |         |
| 4     | 3     | Франція 2         | Лоан Боццоло Манон Петі-Ленуар     |         |

### Фінали
| Місце | Номер | Спортсмени        | Країна                             | Нотатки |
| ----- | ----- | ----------------- | ---------------------------------- | ------- |
| 1     | 14    | Велика Британія 1 | Г'ю Найтінгайл Шарлотта Бенкс      |         |
| 2     | 4     | Австрія 1         | Якоб Душек Піа Зерхолд             |         |
| 3     | 1     | Франція 1         | Мерлін Сюрже Клое Треспеш          |         |
| 4     | 7     | США 1             | Нік Баумґартнер Ліндсі Джекобелліс |         |

| Місце | Номер | Спортсмени  | Країна                         | Нотатки |
| ----- | ----- | ----------- | ------------------------------ | ------- |
| 5     | 5     | Канада 1    | Еліот Ґронден Одрі Макманімен  |         |
| 6     | 10    | Швейцарія 1 | Калле Коблет Лара Касанова     |         |
| 7     | 9     | США 2       | Сенна Лейт Фей Гуліні          |         |
| 8     | 3     | Франція 2   | Лоан Боццоло Манон Петі-Ленуар |         |